# Россум, Йоханнес ван
Йоханнес ван Россум  (21 августа 1809, Гаага — 10 апреля 1873, замок Рейнхартсхаузен) — голландский кучер, гражданский супруг принцессы Марианны Оранской-Нассау (1810 — 1883), дочери короля Нидерландов Виллема I и королевы Вильгельмины Прусской.

## Биография

### Ранние годы
Отцом ван Йоханесса ван Россума был Виллем ван Россум, а матерью — Мария Таммерлийн. Выросший в бедном районе Гааги, ван Россум сначала  работал помощником в нотариальной конторе. После прохождения военной службы (не в офицерском звании), он поступил на службу к королю Виллему I в качестве слуги. После смерти Виллема I, в 1843 году он стал кучером его дочери, принцессы Марианны Оранской-Нассау. В 1837 году ван Россум женился на голландке Катарине Вильгельмине Кейзер. Брак был бездетным, но не был расторгнут вплоть до смерти Катарины в 1861 году.
Предполагается, что связь между Йоханнесом ван Россумом и принцессой Марианной возникла марте 1848 года, когда Марианна приобрела поместье Рустхоф в Ворбурге, недалеко от Гааги. Ещё в 1844 году Марианна фактически рассталась со своим мужем принцем Альбрехтом Прусским из-за того, что он вступил во внебрачные отношения с Розалией фон Раух, дочерью прусского военного министра Густава фон Рауха. Однако как голландский, так и прусский дворы отказались признать развод.

### Совместная жизнь с принцессой Марианной

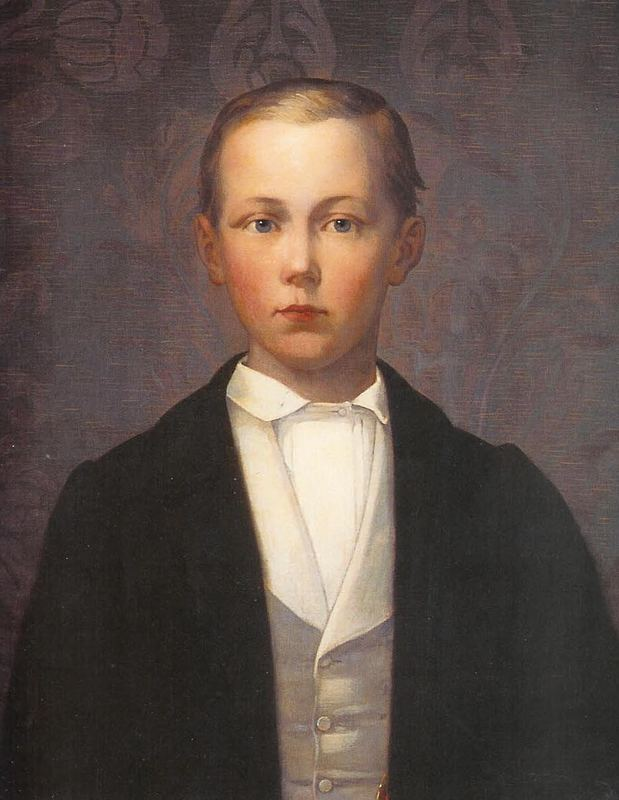
Йоханн Вильгельм (1849—1861), сын ван Россума и Марианны.

После 1848 года принцесса Марианна и Йоханнес ван Россум более не расставались. Ван Россум был сделан секретарём принцессы Марианны. Отныне отныне сопровождал Марианну во всех её путешествиях по Европе, и стал её самым близким доверенным лицом. 30 октября 1849 года родился их общий сын, Иоганн Вильгельм (1849—1861). После этого, чтобы предотвратить ещё больший скандал, как прусский, так и голландский дворы согласились на давно желанный развод принцессы Марианны и принца Альбрехта. Другим последствием этой ситуации стало то, что Марианна была фактически выслана как из Пруссии, так и из Голландии. В 1851 году ван Россум от имени Марианны купил виллу Селимонтана в Риме, где они поселились вместе с сыном. Ван Россум числился владельцем виллы, что показывает, насколько тесными были его отношения с Марианной.
Хотя Марианна к тому моменту оказалась разведена, ван Россум не последовал её примеру, и они продолжали жить в гражданском браке, совместно появляясь на публичных мероприятиях, что было абсолютным нонсенсом в то время. Воспитанием своего «незаконнорожденного» ребёнка они занимались сообща. Портрет работы художника Йохана Филиппа Келмана, созданный в 1852 году в Риме, показывает ван Россума как хорошо одетого человека, богатого и уверенного в себе.

### Новый дом вРейнгау
В 1855 году ван Россум и Марианна вернулись на родину. Марианна приобрела замок Рейнхартсхаузен в Рейнгау в герцогстве Нассау, в качестве их совместной резиденции. Она расширила замок, в частности, обрудовала галерею, где разместила свою художественную коллекцию. Поскольку Марианна желала, чтобы их с ван Россумом сын унаследовал замок, она добивалась, чтобы Адольф, владетельный герцог Нассау возвёл его в потомственное дворянство с фамилией фон Рейнхартсхаузен. Для своего сына принцесса Марианна предполагала гражданскую карьеру: юриста или теолога. С осени 1861 года Иоганн Вильгельм больше не обучался на дому, а посещал соседнюю частную школу с пансионом. Вернувшись домой на рождественские каникулы, он заболел скарлатиной и скончался на следующий день после Рождества. 
В память о сыне скорбящая и глубоко религиозная принцесса Марианна возвела в Рейгнау за 60 000 гульденов протестантскую церковь святого Иоанна, за алтарём которой и был похоронен её сын. 
Марианна и Йоханесс ван Россум так и не оправились до конца после смерти сына. Ван Россум скончался после продолжительной болезни 10 апреля 1873 года. Хотя Марианна специально предусмотрела три места в склепе за алтарём возведённой ей церкви, приходской священник отказался хоронить ван Россума рядом с сыном, сославшись на то, что их брак с Марианной не был освящён по церковным правилам. В результате, ван Россум был похоронен на обычном приходском кладбище.
Тогда, для гробницы ван Россума Марианна заказала у голландского скульптора Иоганна Генриха Штёвера фигуру благословляющего Христа (статуя сохранилась). После смерти самой принцессы, она была похоронена рядом с мужем, а не рядом с сыном, однако на её надгробной плите (на подножье статуи Христа) было размещено лишь имя самой Марианны.

## Галерея

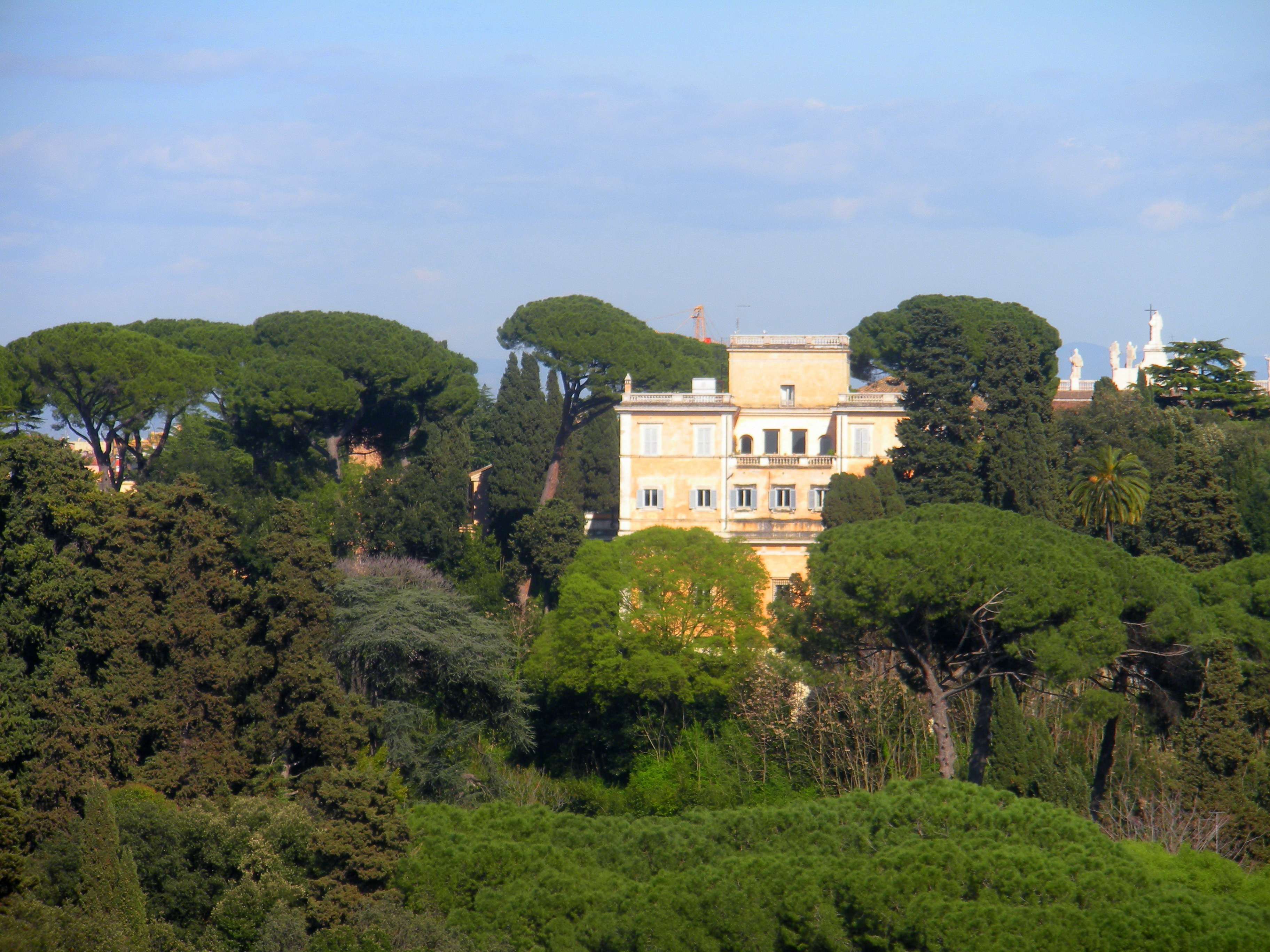
Вилла Селимонтана в Риме.
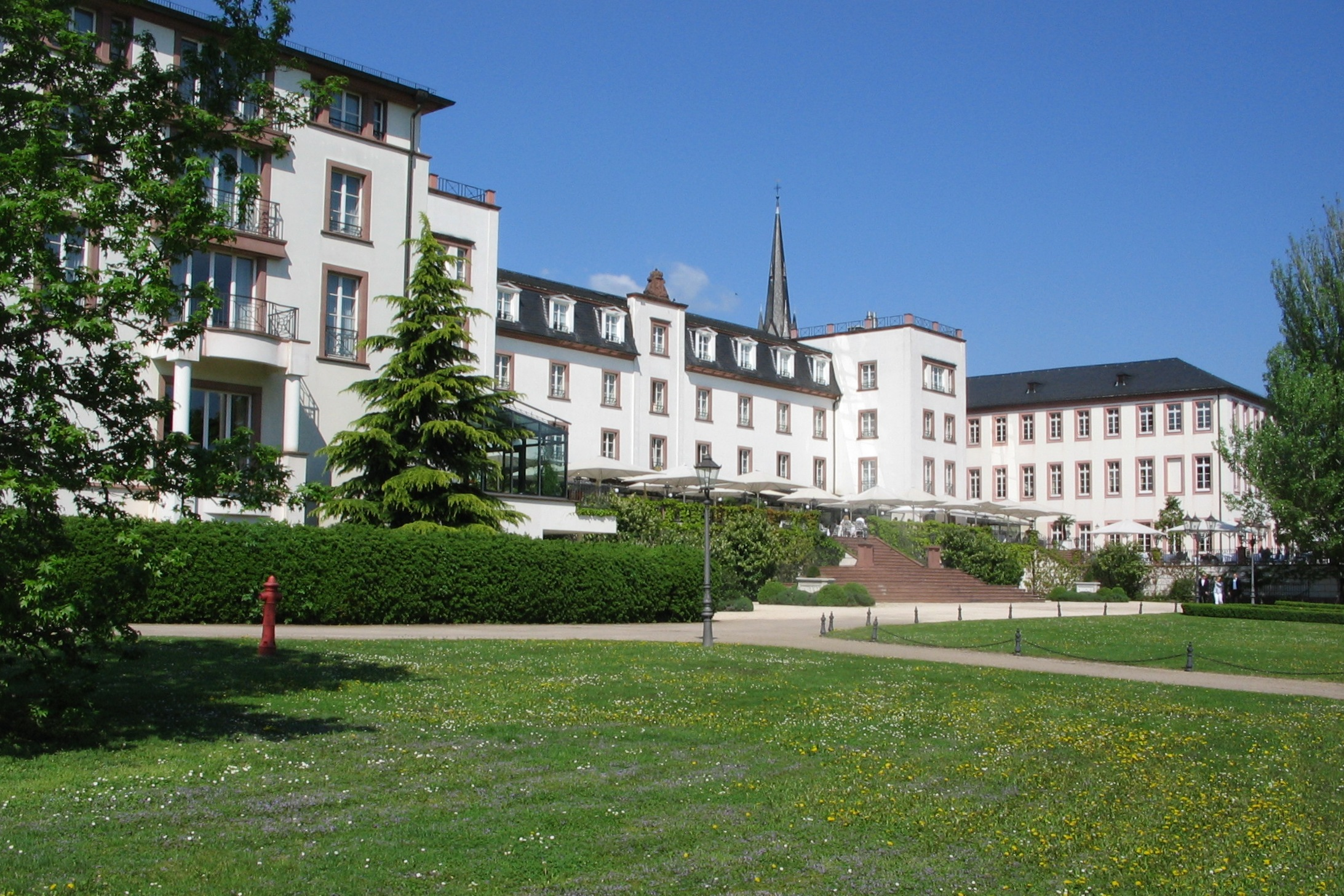
Замок Рейнхартсхаузен (ныне гостиница).
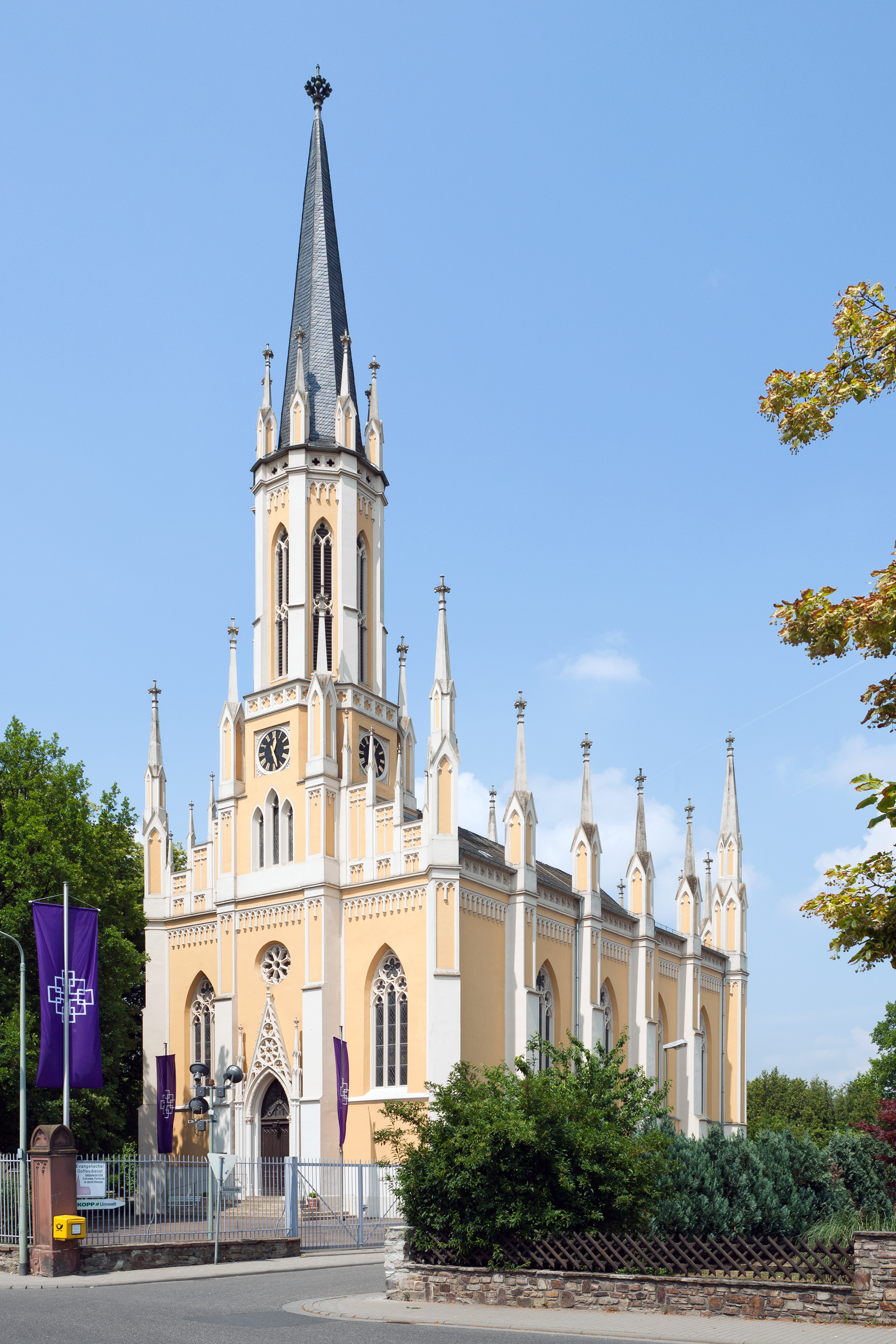
Церковь Святого Иоанна, построенная принцессой Марианной в память о сыне.
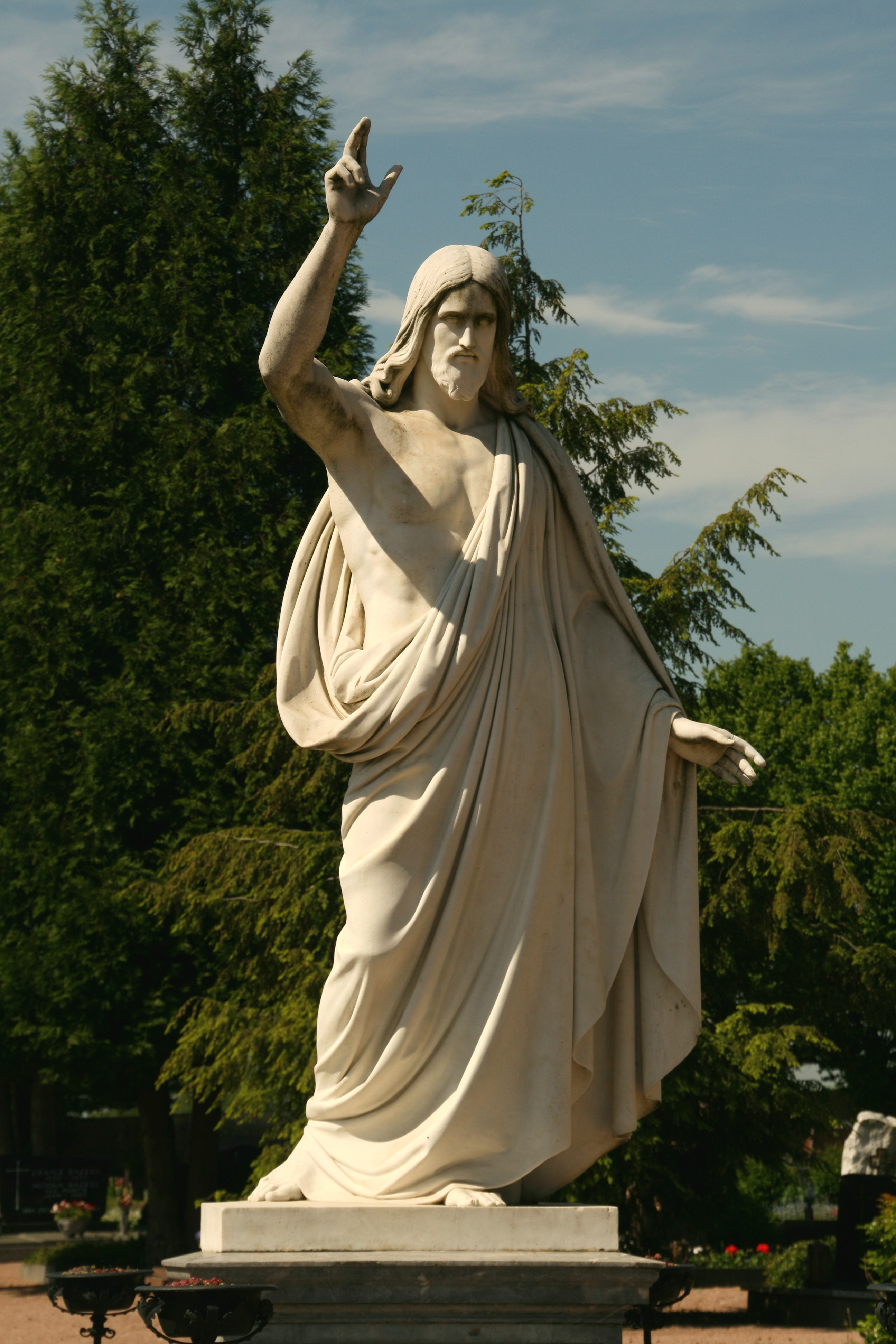
Статуя благословляющего Христа на могиле ван Россума и Марианны.